# Deutscher Nationalverband
Der Deutsche Nationalverband war ein 1911 gegründeter loser Zusammenschluss mehrerer deutschnationaler und deutschfreiheitlicher Parteien im österreichischen Reichsrat. Zu diesen zählten die Deutsche Volkspartei, die Deutsche Fortschrittspartei, die Deutschradikale Partei, die Deutsche Agrarpartei, die Deutsche Arbeiterpartei sowie die Alldeutsche Vereinigung. Der Deutsche Nationalverband wurde gegründet, um ein Fortbestehen der einzelnen Parteien nach der Reichsratswahl 1907 zu ermöglichen. Vorläufer waren der Deutschnationale Verband (ab 1907), der jedoch nur aus Deutscher Volkspartei und Deutscher Agrarpartei bestand, und ab Dezember 1908 der Nationalverband der deutschfreiheitlichen Abgeordneten. Der Deutsche Nationalverband zerfiel im Oktober 1917 wieder in verschiedene Klubs, die sich jedoch zum Teil im Januar 1918 zum Verband der deutschnationalen Parteien zusammenschlossen.

## Vorgeschichte
Nachdem das Pluralwahlrecht in Cisleithanien gescheitert war, kam es zu einem allgemeinen Wahlrecht, das im Mai 1907 zum ersten Mal bei den Reichsratswahlen in Cisleithanien angewandt wurde. Dabei schnitten sowohl die Agrarier als auch die Deutschradikalen sehr gut ab, weshalb diese als die Gewinner der Wahlen galten. Im Gegensatz dazu führte das Wahlergebnis für die freiheitlichen Parteien jedoch zu einer Halbierung ihrer Macht. Besonders die Deutsche Volkspartei und die Fortschrittspartei waren davon betroffen. Da „[d]as zusammengeschmolzene Häuflein der freiheitlichen Abgeordneten Einigkeit nach außen doppelt nötig erscheinen [ließ]“, wurde nach dieser Reichsratswahl wiederholt ein „Ruf nach einer Einheitspartei, […] der großen freiheitlichen, nationalen, volkstümlichen Mittelstandpartei“ laut. Zwar wurde darüber auch während der Reichsratstagung 1907 diskutiert, wobei ein „Aufgehen der verschiedenen Gruppen in einem deutschfreiheitlichen Gesamtverbande“ gefordert wurde, jedoch kam es 1907 nicht mehr zur Gründung einer einheitlichen Partei, da jede einzelne Organisation, v. a. die Deutschradikalen und Fortschrittlichen, sich selbst nicht aufgeben wollte. Somit kam es vorerst nur zur Gründung eines Leitungsausschusses.

## Gründung des Deutschnationalen Verbandes 1907
Während die Deutschradikalen und Fortschrittlichen noch nicht bereit waren, eine Vereinigung einzugehen, hatten die Agrarier und die Volkspartei diesen Schritt bereits vollzogen. So kam es am 26. Februar 1910 zur Gründung des Deutschnationalen Verbandes, dessen Vorsitzender Carl Freiherr von Chiari (Deutsche Volkspartei) wurde. Stellvertretende Vorsitzende waren Franz Peschka (Deutsche Agrarpartei), Julius Sylvester (Deutsche Volkspartei) und Otto Steinwender (ehemals Deutsche Volkspartei, seit 1898 fraktionslos). Die zustande gekommene Fusion wurde von verschiedenen Medien damit begründet, dass ein alleiniges Fortbestehen der Volkspartei nicht mehr möglich gewesen wäre und die Vereinigung deshalb aus der Not heraus entstanden sei. Zudem bestand die Hoffnung auf eine Vereinigung der beiden antisemitischen Blöcke. Die Fusion der beiden Parteien wurde außerdem als eine Verschiebung nach rechts und damit als eine Annäherung an die Christlichsozialen sowie die Klerikalen gesehen.

## Entwicklung bis 1911
Bereits bei der Gründung des Deutschen Nationalverbandes zeichneten sich spätere Konfliktfelder ab. Während die Volkspartei bei ihrem Aufstieg noch als „unterschwellige Protestbewegung gegen die Dominanz der Sudetenländer im freiheitlichen Lager“ galt, hatte der Nationalverband nun über zwei Drittel sudetendeutsche Mitglieder. Außerdem bestand ein Übergewicht an Mitgliedern der Agrarpartei, das bei der Verhandlung um die Handelspolitik zu Unstimmigkeiten führen sollte, da diese weiterhin auf ihre Selbstständigkeit bestanden. Auch die Deutschradikalen forderten weiterhin ihre Unabhängigkeit innerhalb des Verbandes. „Trotzdem ergab sich im Allgemeinen ein Zusammenarbeiten, sofern es sich nicht um grundsätzliche Meinungsverschiedenheiten oder solche handelte, die aus Rücksicht auf bestimmte Wählerkreise hervorgingen und dann zu oft verhöhntem nicht einheitlichem Verhalten führten.“
Ende 1908 schlossen sich die Fortschrittlichen, die Radikalen und die Deutschnationalen endgültig dem Nationalverband der deutschfreiheitlichen Abgeordneten an. Die einzelnen Organisationen blieben darüber hinaus allerdings bestehen, was im Jahr 1910 geändert wurde. Anstelle der Parteien traten wöchentliche Vollversammlungen der Abgeordneten, mit Ausnahme der Deutschradikalen, die „sich weiterhin in einer gewissen Eigenbrötlerei [gefielen]“. Bei der Reichsratswahl 1911 erreichten die deutschfreiheitlichen Parteien ein Ergebnis von 32 Prozent und hatten damit mehr Stimmen als die Sozialdemokraten. Sie erhielten damit über 100 Sitze im Reichsrat. Mit diesem Wahlergebnis ging eine Festigung des Verbandes einher, wenn auch kein gemeinsames Programm vorhanden war, „womit die Grundsätze der ihm angehörenden Gruppen stillschweigend aufrecht erhalten wurden“. Dennoch vertraten die Parteien nun überwiegend gleiche Meinungen und Ansichten, „insbesondere der Gedanke einer nationalen Politik auf dem Boden des österreichischen Staates war ihnen gemeinsam.“

## Entwicklung bis 1917

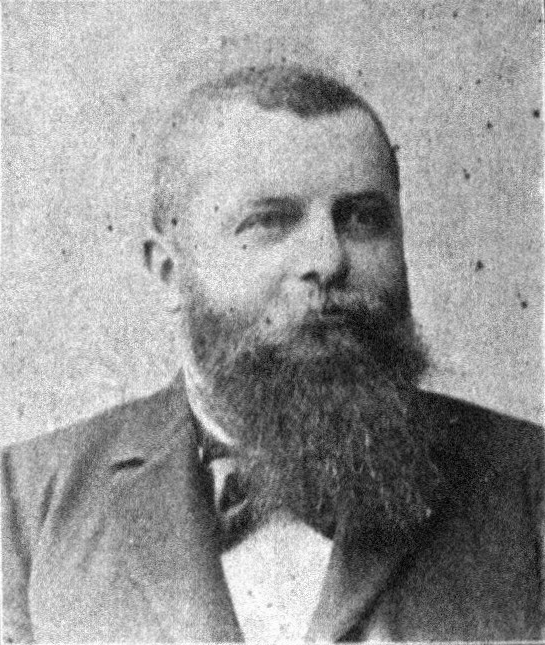
Gustav Groß

Nachdem Chiari während der Wahlen 1911 noch als Leiter des Verbandes auftrat, übernahm nach ihm Gustav Groß die Führung der Organisation. Zusammen mit einem Vorstand, bestehend aus sieben weiteren Politikern, leitete Groß nun den Deutschen Nationalverband. Gemeinsam mit den Christlichsozialen vertrat der Deutsche Nationalverband eine loyale Haltung gegenüber der Regierung. Besonders während der Blütezeit Bienerths (1909/10) arbeiteten Regierung und die Deutschnationalen eng zusammen. Auch für die Durchsetzung des Wehrgesetzes 1912 setzte sich der Deutsche Nationalverband maßgeblich ein. Jedoch verfolgte der Verband aber weiterhin Pläne für eine Reform des Reichs. Dazu gehörten unter anderem Ideen zur Spaltung bzw. Dreiteilung Böhmens. Durch das Attentat von Sarajevo am 28. Juni 1914 wurden diese Vorhaben jedoch zunächst zurückgestellt. Groß sprach sich bereits vor der offiziellen Kriegserklärung für einen Krieg aus und formulierte Kriegsziele. Er erwartete einen schnellen Sieg, wollte das Reich neu organisieren und eine deutsche Hegemonie schaffen, auch wenn dafür ein Staatsstreich erforderlich sein sollte. Da Groß darüber hinaus bereit war, eine engere Verbindung mit den Christsozialen einzugehen, kam es zu Konflikten und Auseinandersetzungen mit jüngeren Mitgliedern innerhalb des Deutschen Nationalverbandes. Dadurch kam es zur Bildung kleinerer, extremerer Interessengruppen innerhalb des Verbandes.
Der ohnehin schon lose Zusammenschluss der einzelnen Parteien im Deutschen Nationalverband teilte sich 1917 in 17 einzelne Organisationen auf.

## Verband der deutschnationalen Parteien (1918/19)
In der im Oktober 1918 gebildeten Provisorischen Nationalversammlung für Deutschösterreich, die aus den 1911 gewählten Abgeordneten deutscher Nationalität bestand, schlossen sich die Vertreter der Deutschen Agrarpartei, der Deutschradikalen Partei, des Deutschen Zentrums, der Deutschnationalen Vereinigung u. a. zum Verband der deutschnationalen Parteien (DnP) zusammen. Neben diesem Verband bestanden im deutschnationalen Spektrum noch drei kleinere Gruppierungen: die Deutschösterreichische Unabhängigkeitspartei, die Deutschfreiheitliche Vereinigung Wiener Abgeordneter und die Deutsche Nationalsozialistische Arbeiterpartei. DnP bildete die größte Fraktion in der Nationalversammlung (vor Christlichsozialen sowie Sozialdemokraten) und stellte mit Franz Dinghofer einen der drei Präsidenten. In der Staatsregierung Renner I war der Verband mit den Ministern Josef Mayer (Heereswesen), Julius Roller (Justiz), Otto Steinwender (Finanzen) und Raphael Pacher (Unterricht) vertreten. 
Dinghofer kam am 12. November 1918 die Aufgabe zu, die Republik Deutschösterreich auszurufen, die ein Gliedstaat des – kurz zuvor ebenfalls zur Republik gewordenen – Deutschen Reichs werden sollte (was die Siegermächte aber im Vertrag von Saint-Germain verboten). Bei der Wahl zur Konstituierenden Nationalversammlung am 16. Februar 1919 traten die verschiedenen deutschnationalen und deutschfreiheitlichen Parteiungen wieder separat an und kamen – zusammengerechnet – mit rund 18 Prozent der Stimmen und 26 Mandaten nur mehr abgeschlagen auf den dritten Platz hinter Sozialisten und Christsozialen. Sie schlossen sich im Parlament wiederum zu einer überparteilichen Arbeitsgemeinschaft zusammen, der Großdeutschen Vereinigung, aus der 1920 schließlich die Großdeutsche Volkspartei hervorging.